# Linea Meitetsu Nishio
La Linea Meitetsu Nishio  (名鉄西尾線本線?, Meitetsu Nishio-sen) è una ferrovia suburbana a scartamento ridotto che collega le stazioni di Shin-Anjō, a Shin-Anjō e Kira-Yoshida, a Nishio, nella prefettura di Aichi, in Giappone.
La linea, di 24,7 km è elettrificata a 1500 V in corrente continua e a doppio binario fra Nishioguchi e Nishio, e fra Sakurai e Minami Sakurai. Per la maggior parte del rimanente tracciato, seppur a binario semplice, è predisposta per un futuribile raddoppio. La velocità massima consentita è di 100 km/h.

## Servizi
Sulla linea circolano diversi treni provenienti dalla linea Meitetsu Nagoya principale.
Le abbreviazioni sono a fini pratici per la lettura della tabella sottostante:
- L: Locale (普通?, Futsū) per tutto il giorno, ogni 30 minuti circa
SE: Semiespresso (準急?, Junkyū) alcuni treni la mattina e la sera
EX: Espresso (急行?, Kyūkō) durante il giorno
EL: Espresso Limitato (特急?, Tokkyū) una coppia al giorno (la mattina per Nagoya e il ritorno la sera)

## Stazioni
- Lo schema delle fermate è aggiornato al 27 dicembre 2008
- I treni locali fermano in tutte le stazioni
- Binari:｜: binario singolo; ◇: possibilità di incrocio per i treni; ∧: da qui binario doppio ∨: da qui binario singolo

Legenda
●: Tutti i treni fermano
▲: Fermano alcuni treni
｜: I treni passano senza fermarsi
| Stazione        | Giapponese | Distanza interst. | Distanza totale | SE | EX | EL | Collegamenti                     | Binari | Posizione |
| --------------- | ---------- | ----------------- | --------------- | -- | -- | -- | -------------------------------- | ------ | --------- |
| Shin-Anjō       | 新安城     | -                 | 0.0             | ●  | ●  | ●  | Linea Meitetsu Nagoya principale | ◇      | Anjō      |
| Kita-Anjō       | 北安城     | 2.6               | 2.6             | ▲  | ｜ | ｜ |                                  | ｜     | Anjō      |
| Minami-Anjō     | 南安城     | 1.4               | 4.0             | ●  | ●  | ●  |                                  | ◇      | Anjō      |
| Hekikai-Furui   | 碧海古井   | 1.7               | 5.7             | ▲  | ｜ | ｜ |                                  | ｜     | Anjō      |
| Horiuchi-Kōen   | 堀内公園   | 1.0               | 6.7             | ｜ | ｜ | ｜ |                                  | ｜     | Anjō      |
| Sakurai         | 桜井       | 1.2               | 7.9             | ●  | ●  | ●  |                                  | ∧      | Anjō      |
| Minami-Sakurai  | 南桜井     | 1.6               | 9.5             | ●  | ｜ | ｜ |                                  | ∨      | Anjō      |
| Yonezu          | 米津       | 2.1               | 11.6            | ●  | ●  | ｜ |                                  | ◇      | Nishio    |
| Sakuramachi-mae | 桜町前     | 1.4               | 13.0            | ●  | ●  | ｜ |                                  | ｜     | Nishio    |
| Nishioguchi     | 西尾口     | 1.2               | 14.2            | ｜ | ｜ | ｜ |                                  | ∧      | Nishio    |
| Nishio          | 西尾       | 0.8               | 15.0            | ●  | ●  | ●  |                                  | ∨      | Nishio    |
| Fukuchi         | 福地       | 2.4               | 17.4            | ●  | ●  |    |                                  | ◇      | Nishio    |
| Kami-Yokosuka   | 上横須賀   | 3.1               | 20.5            | ●  | ●  |    |                                  | ◇      | Nishio    |
| Kira-Yoshida    | 吉良吉田   | 4.2               | 24.7            | ●  | ●  |    | Linea Meitetsu Gamagōri          | ◇      | Nishio    |